# Konsulat Generalny Turcji w Gdańsku

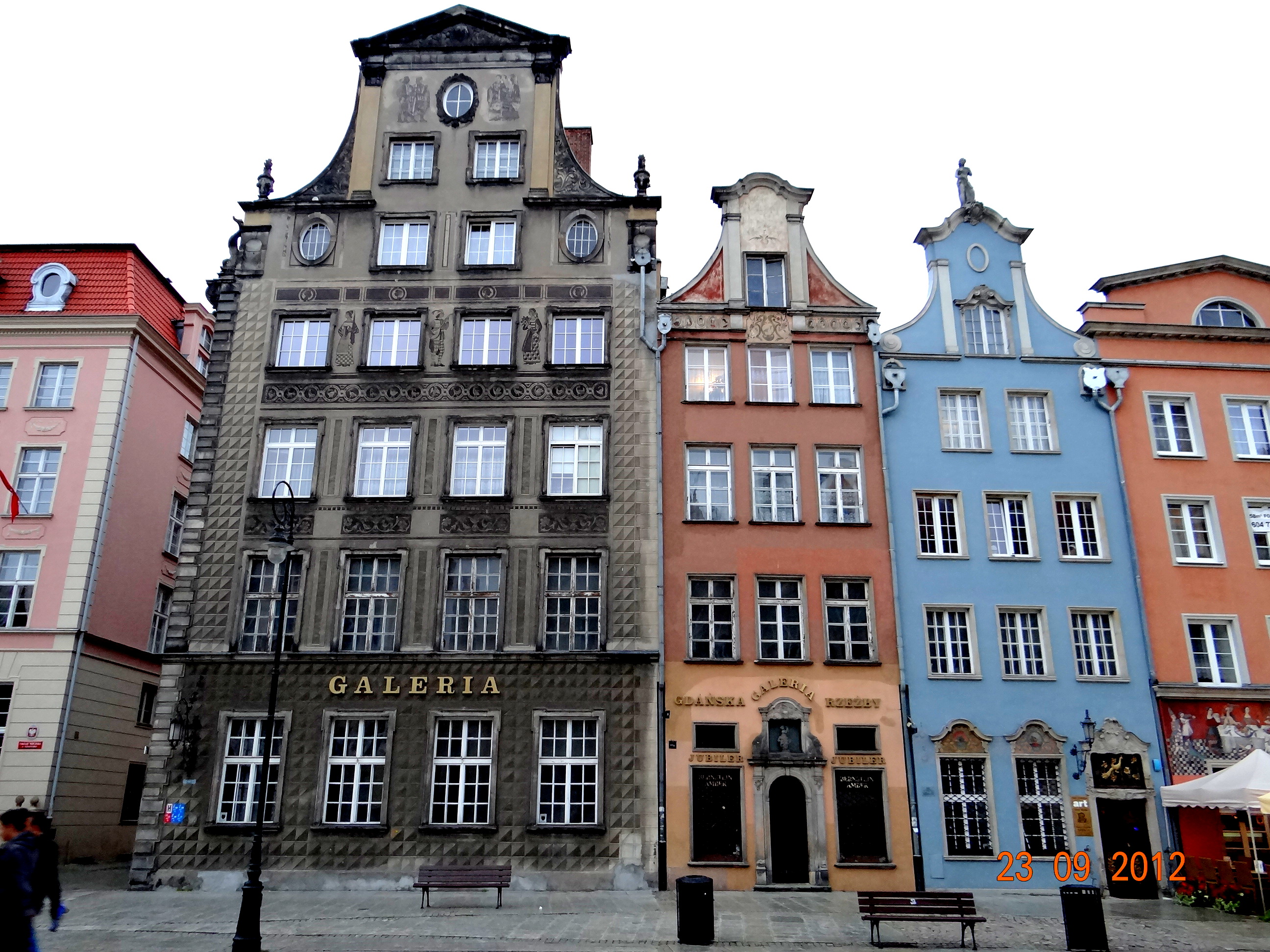
b. siedziba Konsulatu Turcji przy Długim Targu (1925)

Konsulat Generalny Turcji w Gdańsku (türkiye başkonsolosluğu danzig, Generalkonsulat der Türkei in Danzig) – turecka placówka konsularna funkcjonująca w Gdańsku.
Pierwszy akredytowany przedstawiciel Turcji w randze konsula generalnego rozpoczął urzędowanie w Gdańsku w 1856. Urząd funkcjonował do 1935. Współcześnie, 6 listopada 2012 otworzono Konsulat Honorowy Turcji z siedzibą w Pruszczu Gdańskim, który po kilku miesiącach przeniesiono do Gdańska (obecnie przy ul. Podwale Staromiejskie 104/1).

## Kierownicy konsulatu
- 1856-1863 – Samuel Normann[2], konsul generalny[3]
- 1867[4]-1870 – Casimir Weese, konsul generalny
- 1876[5]-1882[6] – Herman Nothwanger, konsul generalny
- 1897-1903 – Herman Rothwanger, konsul generalny
- 1904-1913 – Albert Ziehm, konsul generalny
- 1913-1927 – dr Sigmund Schopf, wicekonsul/konsul (1862-1934)[7][8]
- 1927[9]-1935 – Julius Jewelowski, konsul generalny (1874-1951)

## Siedziba
- Heilige-Geist-Gasse 76 (obecnie ul. św. Ducha) (1897-1903)
- Hundegasse 83-84 (ul. Ogarna) (1904-1912)
- Weidengasse 50 (ul. Łąkowa) (1914-1922)
- Langer Markt 37-38 (Długi Targ) (1925)
- Hauptstrasse 98/Adolf-Hitler-Strasse 114 (al. Grunwaldzka) (1927-1935) w siedzibie Jewelowski Werke AG oraz Pommerellische Holzindustrie AG